# Dolenje Radulje
Dolenje Radulje so naselje v Občini Škocjan. Leta 1874 se je v naselju rodil literarni zgodovinar, kritik ter planinski in potopisni pisatelj Josip Vester.